# Maria Theresa von Paradis
Maria Theresia von Paradis, avstrijska skladateljica, pianistka in pevka, * 15. maj 1759, Dunaj, † 1. februar 1824, Dunaj.
Maria Theresia je bila hči cesarskega trgovskega tajnika in dvornega svetnika (Joseph Anton Paradis) Marije Terezije, po kateri je prejela ime. Cesarica ni bila njena botra, kakor je bilo večkrat domnevano. Med svojim drugim in petim letom je izgubila vid. V letih 1776/1777 jo je zdravil sloviti Franz Mesmer, ki je uspel njeno stanje začasno izboljšati. Ko pa je prenehala biti v njegovi oskrbi, se je slepota vrnila za vselej. 
Domnevno je Mozart zanjo skomponiral svoj Klavirski koncert št. 18 v B duru.

## Opus
- Scenska glasba
  - Ariadne und Bacchus (1791)
  - Der Schulkandidat (1792)
  - Rinaldo und Alcina (1797)
- Kantate
  - Trauerkantate auf den Tod Leopold II. (1792)
  - Deutsches Monument Ludwigs des Unglücklichen (1793)
  - Kantate auf die Wiedergenesung meines Vaters
- Instrumentalna glasba
  - 2 klavirska koncerta, g-mol in C-dur
  - 12 klavirskih sonat (1792)
  - klavirski trio (1800)
  - 2 fantaziji za klavir, G-dur (1807) in C-dur (1811)
  - Sicilienne, za violino in klavir (tudi priredba za violončelo in klavir)